# Калийная соль
Калийная соль, или калиевая соль, — минеральный ресурс группы неметаллические. Является сырьём для химической промышленности для производства калийных удобрений. Это легкорастворимые соли, являющиеся осадочными хемогенными горными породами, образованные легко растворимыми в воде калиевыми и калиево-магниевыми минералами.

## Образование
Соли образуются в результате испарения и последующего охлаждения рапы (воды) калийных водоёмов. Существуют отложения калийных солей в озёрах Эритреи и Израиля. В природе калийная соль залегает пластами или линзами (мощность сотни или десятки метров) в местах залегания каменной соли. При деформации соляных пород с образованием соляных антиклиналей, брахиантиклиналей и штоков, в связи с течением соли, резко усложняются условия залегания калийных пород, достигая максимальных осложнений в соляных штоках.

## Химический состав
Сильвин — важнейшая составляющая калийной соли. Он составляет 52 % вещества. Другие вещества: карналлит (35 %), каинит (14 %), полигалит (12 %), лангбейнит (18 %); прочие — леонит (21 %), шёнит (19 %); сннгенит (23 %). Основные калийные породы: карналлитовая — 45—85 % карналлита и 18—50 % галита с невысоким содержанием сильвина, ангидрита, глинистых минералов и карбонатов; сильвинит — 95—98 % сильвина и галита, остальное — нерастворимый остаток (в лучших разновидностях 0,5—2,0 %, иногда содержит значительные количества полигалита или лангбейнита и редко бораты); хартзальц (твёрдая соль) — 8—25 % сильвина, 18—30 % кизерита, 40—60 % галита.

## Добыча
Крупнейшие производители калийных удобрений (по данным на 2005 г.): Канада — 10.7 млн тонн, Беларусь — 5,5 млн тонн, Россия — 5 млн тонн, Германия — 3.5 млн тонн, Израиль — 2.1 млн тонн, Иордания — 1.2 млн тонн, Великобритания — 0.6 млн тонн, Китай — 0.6 млн тонн, Украина — 0.1 млн тонн. На территории Украины крупнейшими месторождениями являются Калуш-Голинское месторождение и Стебниковское месторождение, в России — Березники, Соликамск (Пермский край). В Беларуси добыча калийной соли производится в городе Солигорск Минской области. В Казахстане залежи солей имеются в Прикаспийской впадине, на территории Атырауской, Западно-Казахстанской, Актюбинской областей.

## Применение
Калийные соли используются в электрометаллургии, медицине, фотографии, пиротехнике, при производстве стекла, мыла, красок, при выделке кожи, в химической промышленности.
В СССР часто применялась как удобрение для злаковых и картофеля.